# شهرستان له مولن
شهرستان له مولن (به انگلیسی: Les Moulins Regional County Municipality) یک منطقهٔ مسکونی در کانادا است که در ناحیه لانودییر واقع شده‌است. شهرستان له مولن ۲۶۶٫۳۰ کیلومتر مربع مساحت و ۱۴۸٬۸۱۳ نفر جمعیت دارد.